# Пурбус, Франс (Старший)
Франс Пурбус, Франс Поурбус Первый, или Старший (нидерл. Frans Pourbus; 1545, Брюгге — 19 сентября 1581, Антверпен) — южнонидерландский (фламандский) рисовальщик и живописец эпохи Северного Возрождения. Работал в Брюгге. Известен прежде всего картинами религиозного и портретного жанров. Он был сыном выдающегося художника и картографа Брюгге Петера Пурбуса и отцом ещё более знаменитого художника-портретиста Франса Пурбуса Младшего.

## Биография
Франс Пурбус родился в Брюгге в семье художника Петера Пурбуса и Анны Блондель, дочери Ланселота Блонделя, выдающегося живописца, архитектора, геодезиста и картографа, работавшего в Брюгге. Франс начал своё обучение у отца. Около 1550 года, когда ему было всего пятнадцать лет, он стал главным помощником в отцовской мастерской. В 1564 году он начал учиться у Франса Флориса де Вриндта в Антверпене.
Пурбус совершил поездку в Италию, но вскоре вернулся в Антверпен, где женился на Сюзанне Флорис, племяннице Франса Флориса и дочери Корнелиса Флориса де Вриндта Второго, выдающегося скульптора и архитектора. У Пурбуса и его жены в 1569 году родился сын, которого также назвали Франсом. Этот сын стал художником-портретистом с международной карьерой и был известен как Франс Пурбус Младший. В семье было ещё трое детей, двое из которых умерли в младенчестве. В 1569 году Франс Пурбус был зарегистрирован мастером Гильдии Святого Луки в Брюгге, а также Гильдии Святого Луки в Антверпене.
Жена Пурбуса умерла в 1578 году. Художник повторно женился на Анне Махье, дочери художника Яна Махье. У них был сын по имени Моисей, имя, которое подтверждает, что супруги были кальвинистами. Эта конфессиональная принадлежность, возможно, объясняет, почему после 1577 года Пурбус сосредоточился на портретной живописи, поскольку кальвинисты в целом были против религиозных картин. Поурбус был знаменосцем гражданской гвардии. Он серьёзно заболел во время выполнения своих обязанностей. Он заразился брюшным тифом во время дежурства в гауптвахте. Он скончался 19 сентября 1581 года. Его пережил отец. Его вдова вышла замуж за художника Ханса Йорданса Старшего.

## Творчество
Франс Пурбус получaл множество заказов на религиозные композиции от покровителей за пределами Антверпена. Он написал четырнадцать алтарных панелей, изображающих «Историю святого Андрея Первозванного» (1572) и «триптих Вигля» для собора Святого Бавона в Генте.
Большинство портретируемых Пурбусом были представителями растущего среднего класса. Он также писал портреты высшего духовенства, некоторых местных аристократов и иностранных сановников. Но не многие из его моделей были идентифицированы с уверенностью, кроме портрета Виглиуса ван Айтты, голландского государственного деятеля и юриста, и портрета Авраама Графея. Пурбус также писал семейные портреты, из которых сохранилось как минимум два. Один представляет семью Хуфнагель (ок. 1580, Королевские музеи изящных искусств, Брюссель).
Франсу Пурбусу приписывают несколько картин бытового жанра. Эти картины относятся в основном к жанровой разновидности так называемых весёлых компаний (vrolijke bedrijven). Ключевое произведение такого рода — «Блудный сын среди куртизанок» (Музей Майера ван ден Берга, Антверпен). На нём изображена весёлая компания, известная как «собрание на воздухе» (buitenpartij), то есть сцена, где люди из среднего класса наслаждаются едой на открытом воздухе. Такие картины в творчестве Пурбуса и его последователей вытеснили традиционный «крестьянский жанр». Однако они имели морализаторский характер, осуждающий легкомысленную трату времени и мирскую суету вполне в духе кальвинизма. Одним из истоков типа «buitenpartij» является традиция религиозных изображений библейского сюжета «Блудный сын», в котором моральная история рассказывается через изображения пьяных пиров с эротическим подтекстом. Вполне возможно, что Пурбус также намеревался передать подобное религиозное и морализаторское послание в своей книге «Вuitenpartijen».
Как портретист Пурбус принадлежал к числу искуснейших мастеров своего времени. Образцы его творчества, жизненные и тёплые по колориту, находятся в Галерее старых мастеров в Дрездене (портрет женщины с собачкой на руках), в венском Музее истории искусств (портрет мужчины в чёрной одежде). Санкт-Петербургский Эрмитаж имеет в своих коллекциях два парных портрета — мужчины средних лет и дамы, вероятно его жены Сюзанны (дочери Корнелиса Флориса де Вриндта).

## Галерея

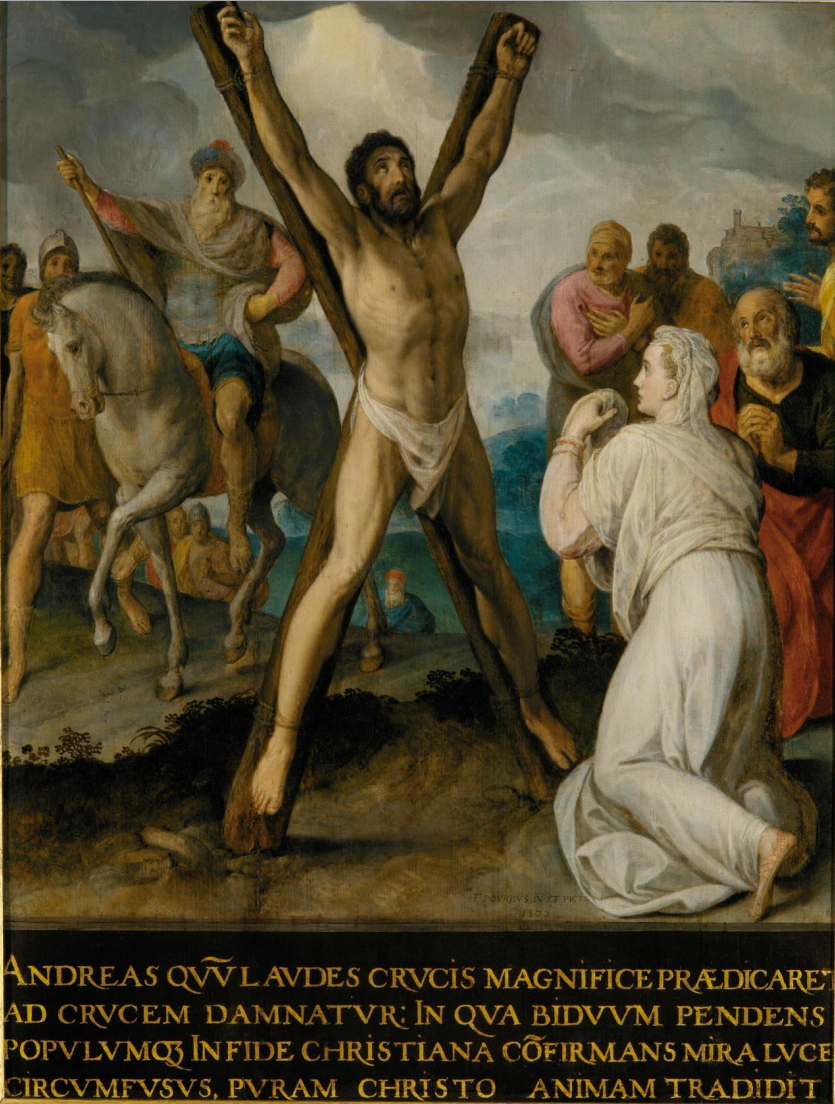
Распятие святого Андрея Первозванного. 1572. Дерево, масло. Собор Святого Бавона, Гент
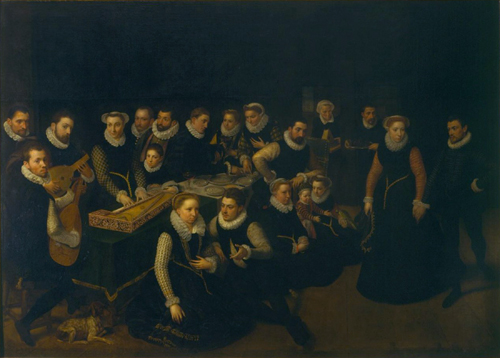
Семья Хуфнагель. Ок. 1580. Холст, масло. Королевские музеи изящных искусств, Брюссель
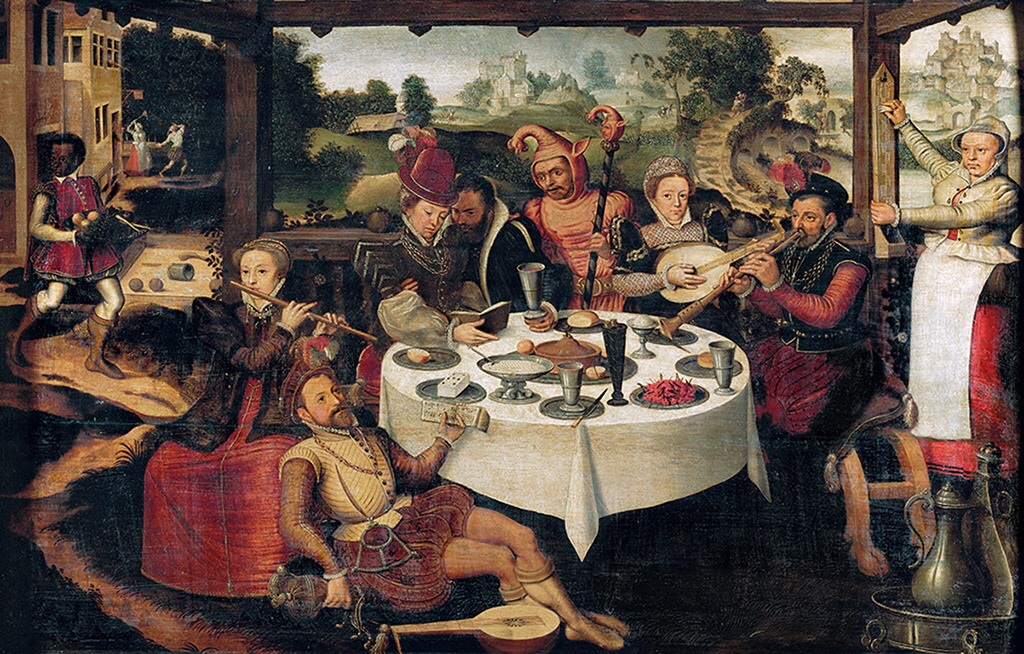
Блудный сын среди куртизанок. Дерево, масло. Музей Майера ван ден Берга, Антверпен
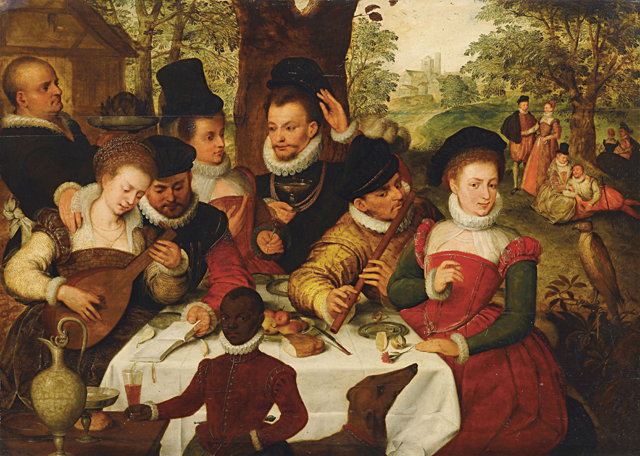
Весёлая компания. Дерево, масло. Частное собрание
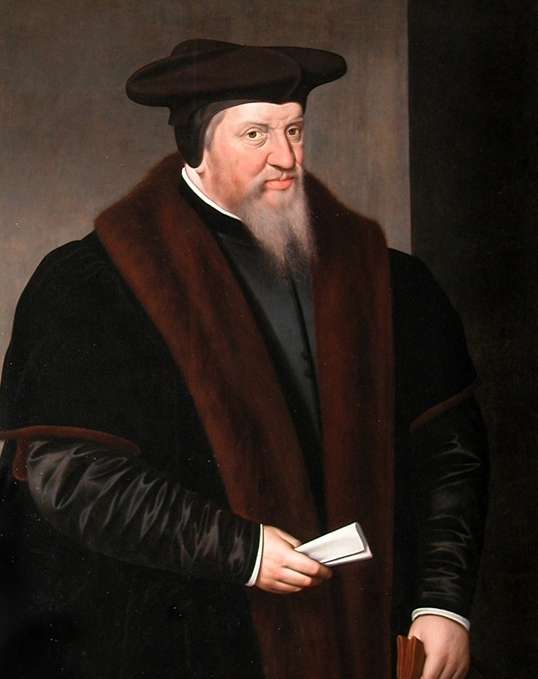
Портрет Виглиуса ван Айтты. Между 1562 и 1567. Дерево, масло. Лувр, Париж
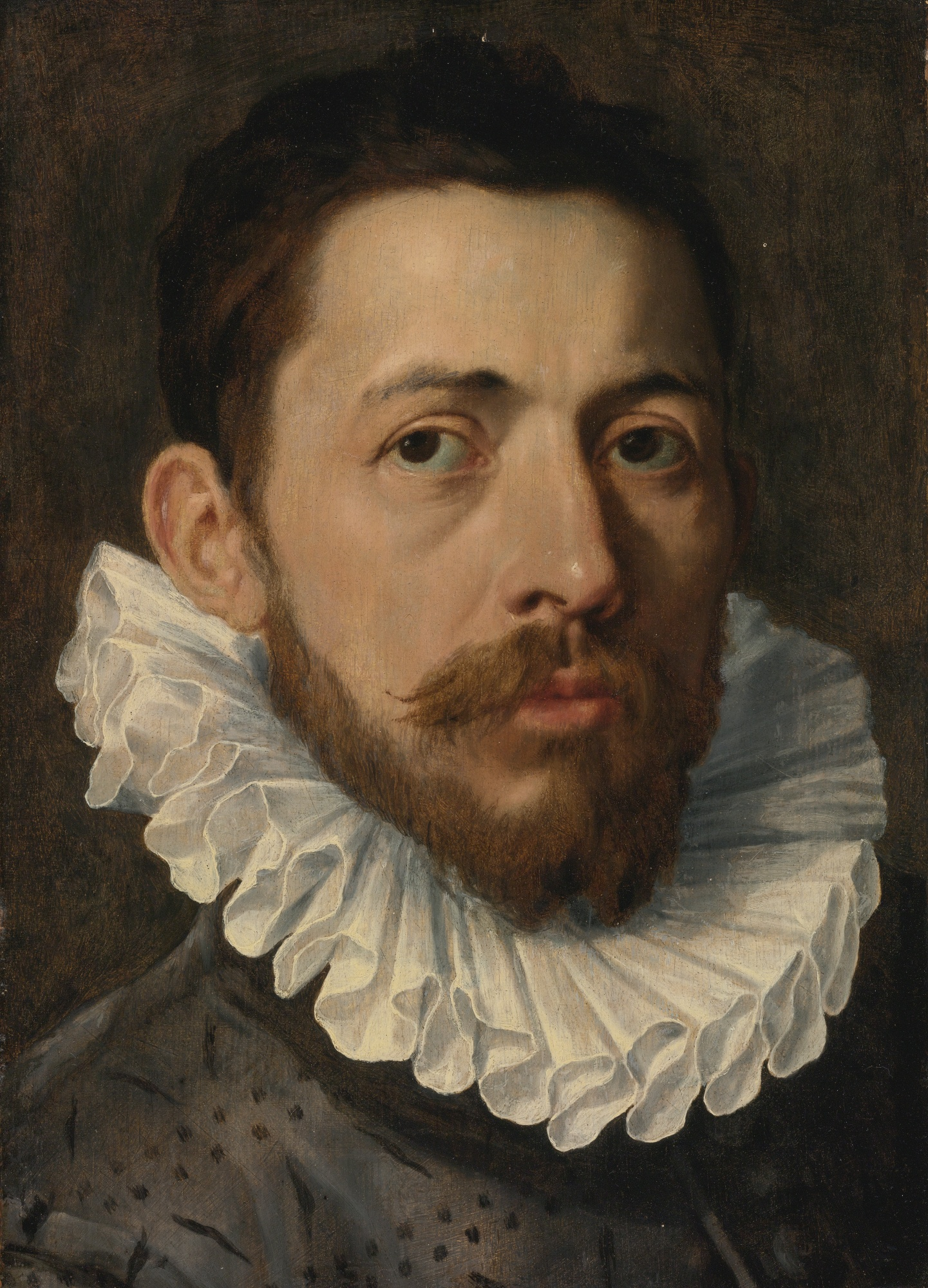
Мужской портрет. Между 1564 и 1581. Дерево, масло. Частное собрание
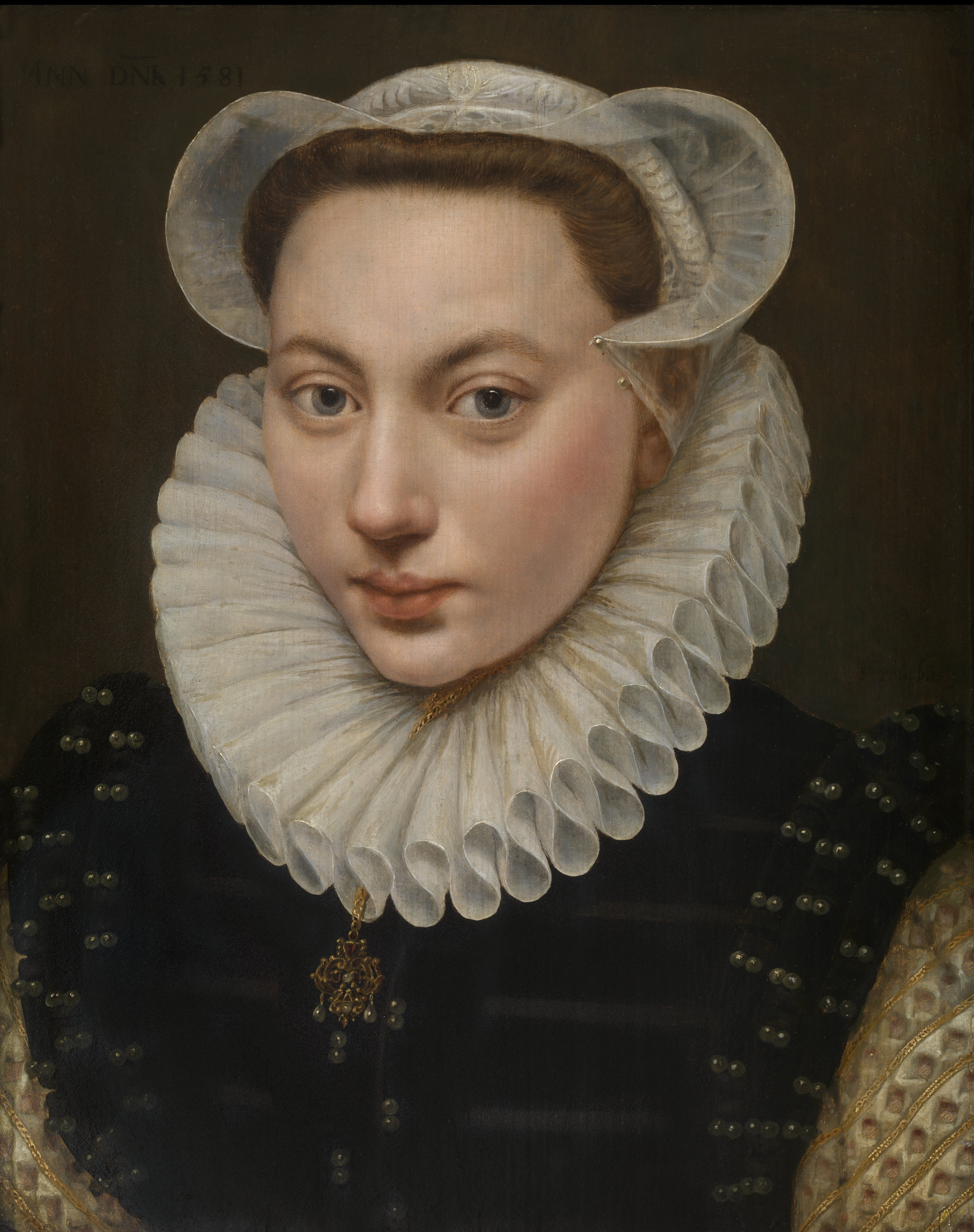
Портрет молодой женщины. 1581. Дерево, масло. Музей изящных искусств, Гент